# Теорія архітектури

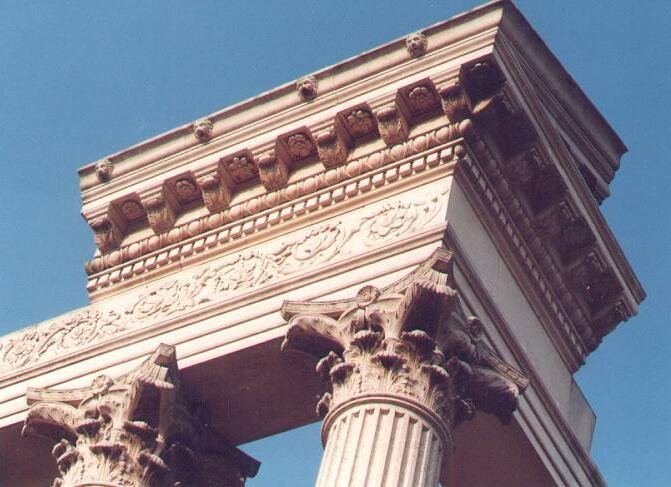
Коринтський ордер

Теорія архітектури - наука про природу і специфіку архітектури і про її загальні закономірності.
Теорія архітектури охоплює розробку фундаментальних проблем архітектури:
- її соціальних і соціально-функціональних аспектів, формо- і стилеутворення, семантики, естетики та художньої образності, а також конструктивно-технічної, економічної, соціально-культурної та екологічної обумовленості архітектурної діяльності, етнокультурних і регіональних особливостей, збереження історико-культурних цінностей, архітектурної спадщини, взаємин традицій і новаторства, творчого освоєння історичного досвіду;
- виявлення і вивчення пам'яток архітектури і містобудування, закономірностей і особливостей процесу розвитку професійної майстерності з давніх часів до сучасності, ролі і місця архітектури певної країни в світовому архітектурному процесі творчості майстрів архітектури.

## Предмет теорії архітектури
Теорія архітектури розглядає архітектуру як мистецтво проектувати і будувати будівлі і споруди, створювати матеріально організоване середовище.
Разом з тим вивченням архітектури займаються й інші науки, наприклад, історія архітектури, філософія, соціологія, культурологія, естетика. Кожна з них вивчає архітектуру під певним кутом зору, розглядає лише ту чи іншу її сторону, аспект.
Основа предмета теорії архітектури - загальні закономірності виникнення, розвитку і функціонування архітектури як мистецтва, її сутність, зміст і форми.
Також в предмет теорії архітектури входить система основних понять (категорій).

## Метод теорії архітектури
Під методом науки розуміється сукупність прийомів, засобів, принципів і правил, за допомогою яких осягається предмет, отримуються нові знання. Всі методи теорії архітектури в залежності від ступеню їх поширеності можна привести в наступну систему.
1. Загальні методи - це філософські, світоглядні підходи, які виражають найбільш універсальні принципи мислення. Серед загальних виділяють метафізику і діалектику (матеріалістичну й ідеалістичну).
2. Загальнонаукові методи - це прийоми, які не охоплюють всього наукового пізнання, а застосовуються лише на окремих його етапах, на відміну від загальних методів. До числа загальнонаукових методів відносять аналіз, синтез, системний і функціональний підходи, метод соціального експерименту.
3. Спеціальнонаукові методи - це прийоми, які виступають наслідком засвоєння теорією архітектури наукових досягнень конкретних (спеціальних) технічних, природничих і гуманітарних наук. До них відносять конкретно-соціологічний, статистичний, кібернетичний, математичний тощо.

## Співвідношення теорії архітектури й історії архітектури
Взаємозв'язок і взаємодія теорії архітектури й історії архітектури проявляються, зокрема, в тому, що при проведенні теоретичних досліджень неможливо обійтися без конкретного історичного матеріалу, без знання основних історичних подій і процесів, без розуміння того, що процес розвитку архітектури вивчається в рамках історії архітектури під іншим кутом зору і в хронологічному порядку.
У той же час цей взаємозв'язок і взаємодія полягають в тому, що історія архітектури в процесі пізнання не може часто обійтися без висновків і узагальнень, зроблених в рамках теорії архітектури.

## Категорії архітектури
- Композиція (як дія, процес) - творення, складання, розробка.
- Архітектурна композиція - таке розташування частин і форм будівлі або комплексу і співвідношення їх між собою і з цілим, яке:

1. визначається в першу чергу різноманітним вмістом архітектури, а також навколишніми умовами;
2. будується за законами науки і мистецтва;
3. слугує цілям створення реалістичного твору, що відповідає одночасно функціональним, техніко-економічним й ідейно-естетичним вимогам;
4. відрізняється гармонійністю, органічною єдністю, узгодженістю частин і цілого у всіх їх зв'язках і взаєминах.

- Функція - призначення приміщення, будівлі, простору, що відбивається в більшій чи меншій мірі на його формі.
- Форма:

1. Форма (філософія) - поняття, яке визначається співвідносно до понять змісту і матерії;
2. Форма (предмета) - взаємне розташування меж (контурів) предмета.

- Структура - внутрішня будова предмета, прихована зовнішньою формою. Внутрішній устрій пов'язаний з категоріями цілого і його частин.
- Конструкція - інженерне рішення архітектурного об'єкта щодо структури, плану і взаємного розташування.
- Архітектоніка (тектоніка) - вираження в архітектурній формі принципу роботи конструкції.
- Середовище
- Об'єм - замкнута, цільна одиниця середовища, яка сприймається ззовні.
- Простір - частина середовища, що сприймається зсередини.
- Архетип - первісна модель, вперше сформований споконвічний тип.
- Симетрія - в широкому сенсі - незмінність за будь-яких змін.
- Асиметрія - відсутність або порушення симетрії.
- Пропорційність - співмірність, певне співвідношення окремих частин предмета між собою. В античності ґрунтувалося на понятті золотого перетину.
- Масштабність (відповідність) - відношення розмірів елементів архітектурної форми до розмірів людини.
- Масштаб - відношення розмірів елементів архітектурної форми до розмірів цілого архітектурного об'єкта, а також відношення розмірів об'єкта до елементів навколишнього середовища.
- Метр - рівномірне повторення одного або декількох елементів.
- Ритм - нерівномірне, але закономірне повторення одного або декількох елементів.
- Модуль - попередньо задана величина, розмір, кратним якому приймаються інші розміри під час розробки проекту будівлі або під час оцінки вже існуючої.

## Розділи загальної теорії архітектури

### Теорія архітектурної композиції
Наука, що займається вивченням елементів і засобів архітектурної композиції, прийомів, принципів і закономірностей її побудови, носить назву теорії архітектурної композиції і складає частину загальної теорії архітектури.

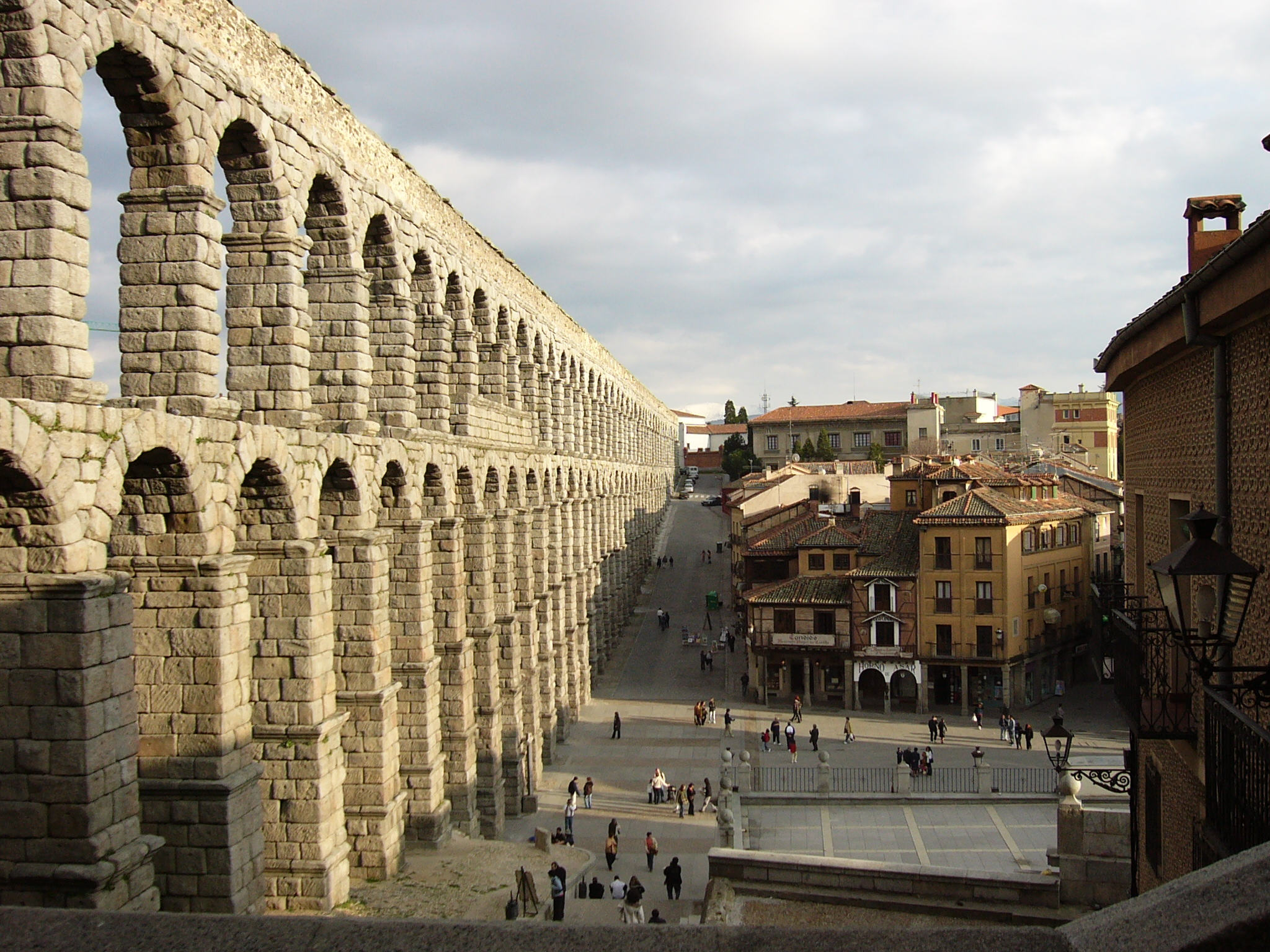
Акведук у Сеговії
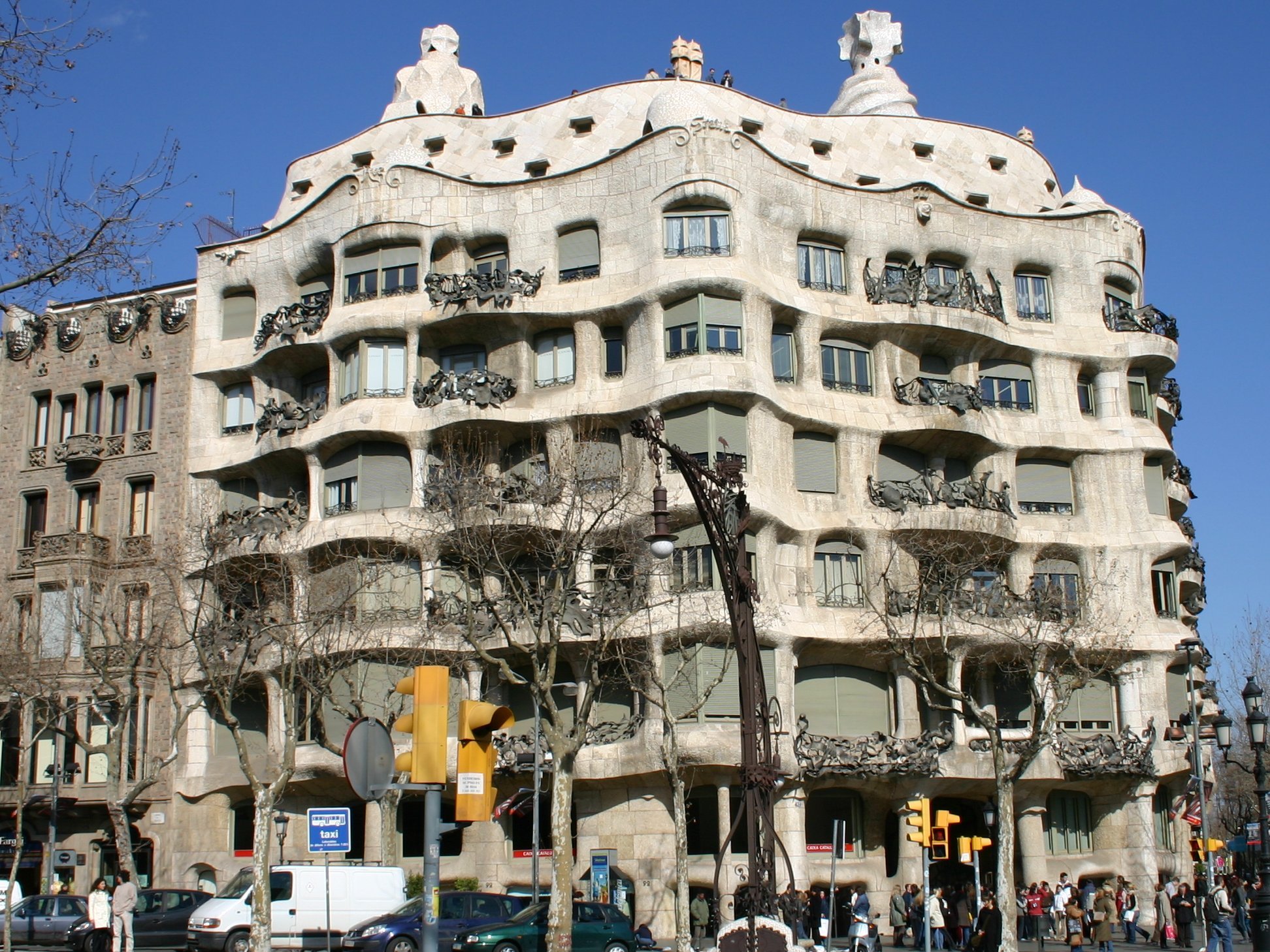
Дім Міла. Арх. Антоні Гауді
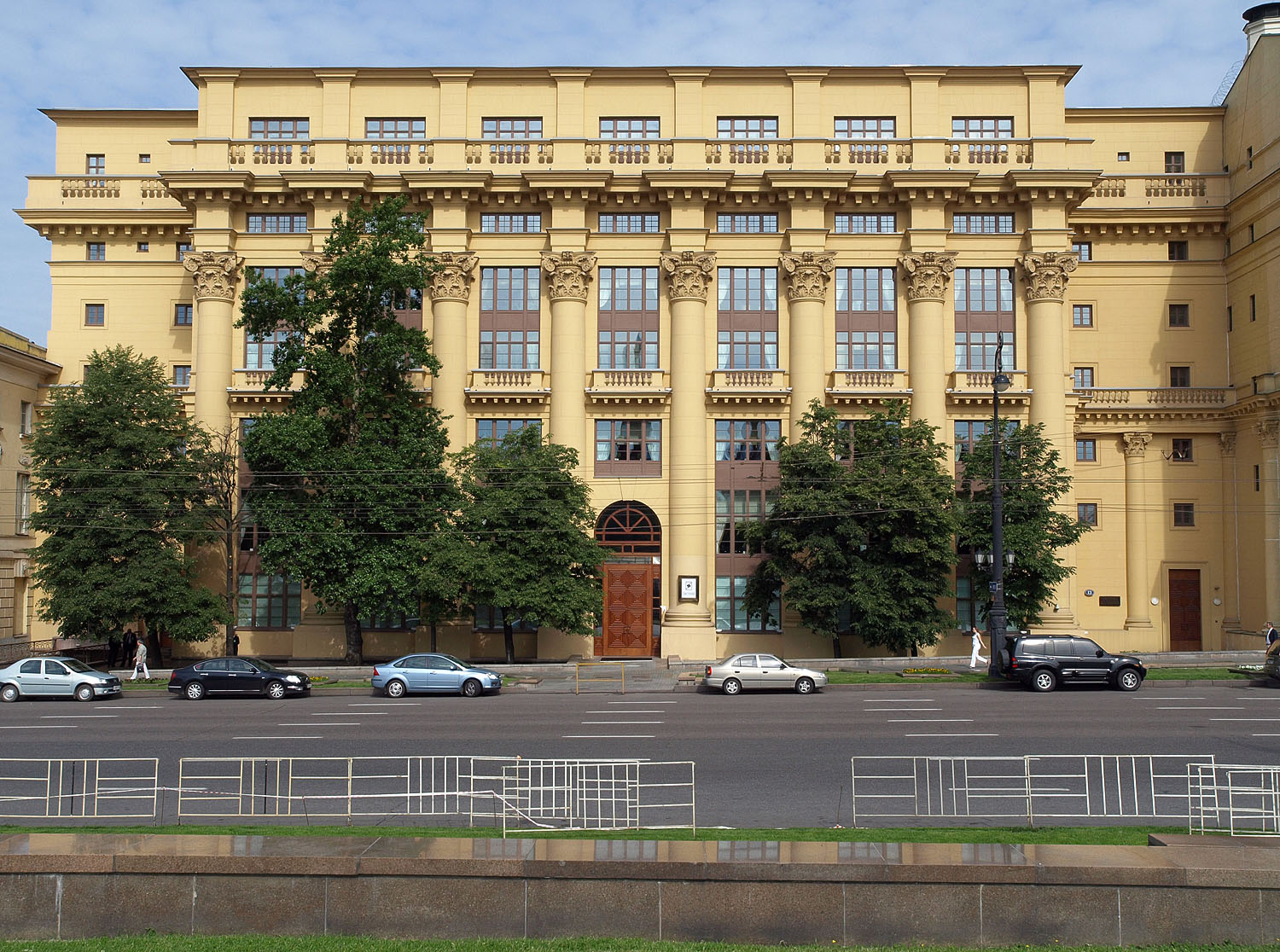
Дім на вул. Моховій у Москві. Арх. І. В. Жолтовський]
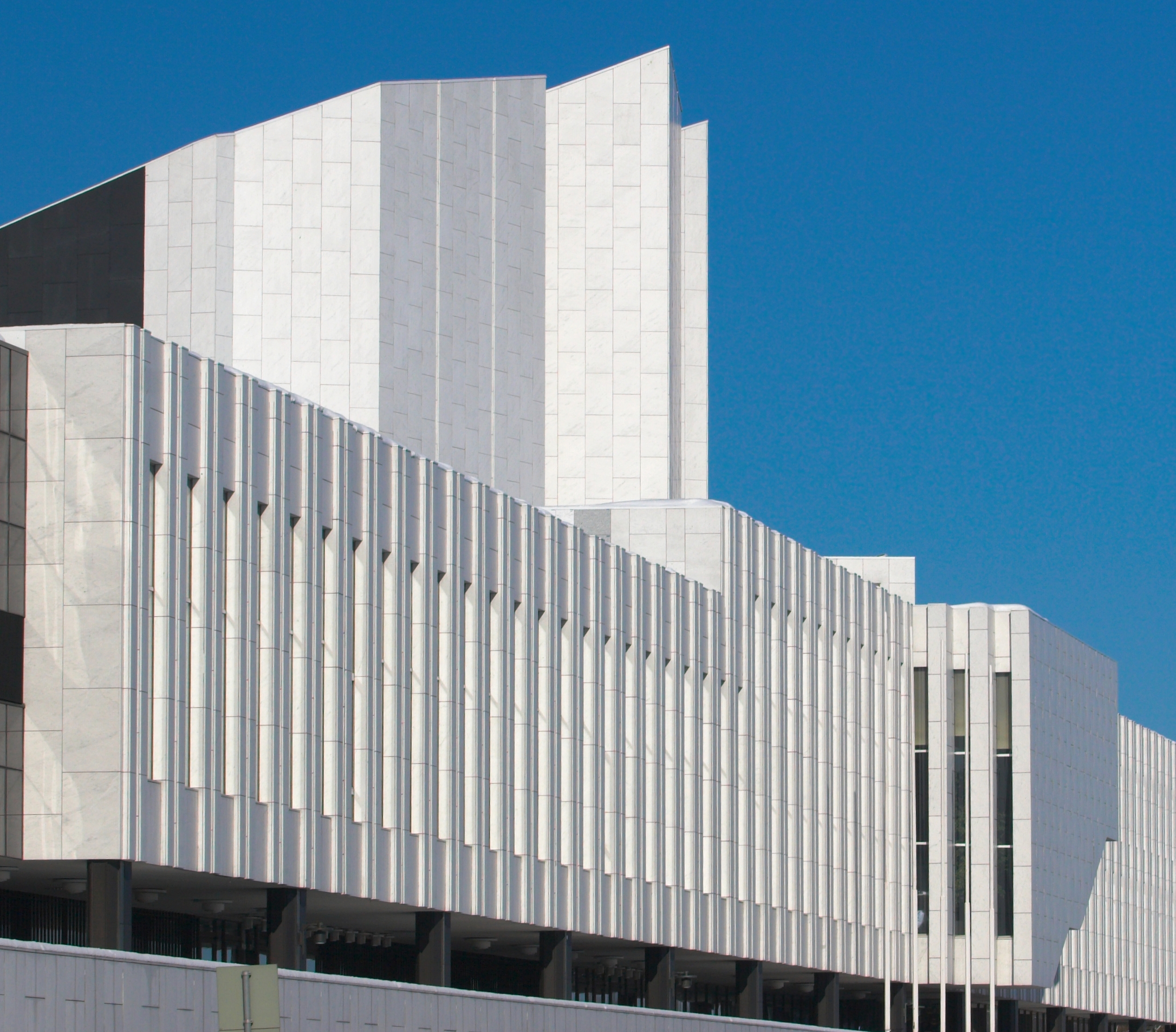
Концертна зала «Фінляндія» в Гельсінкі. Арх. Алвар Аалто
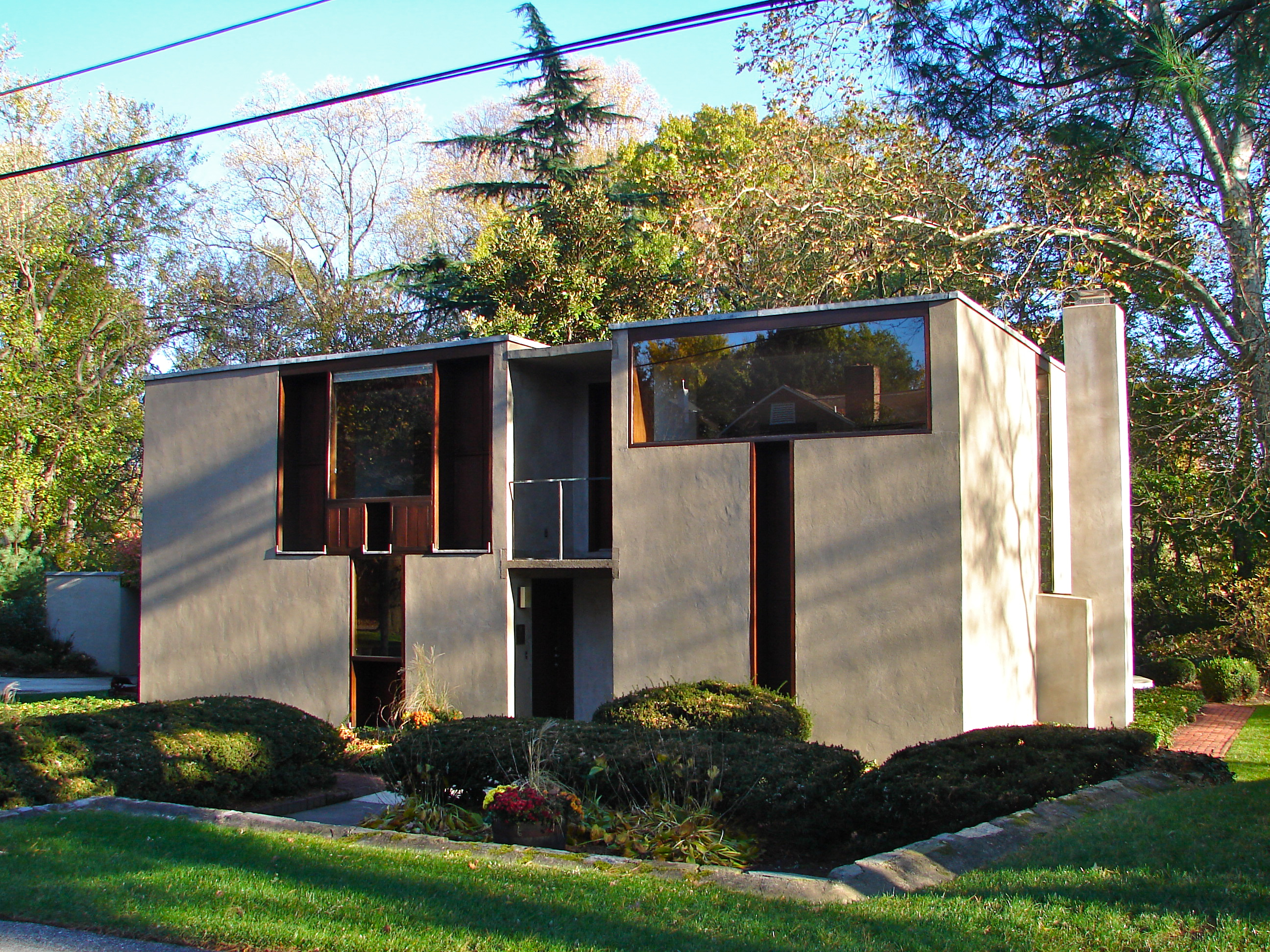
Дім Ешерик. Арх. ЛуЇс Кан
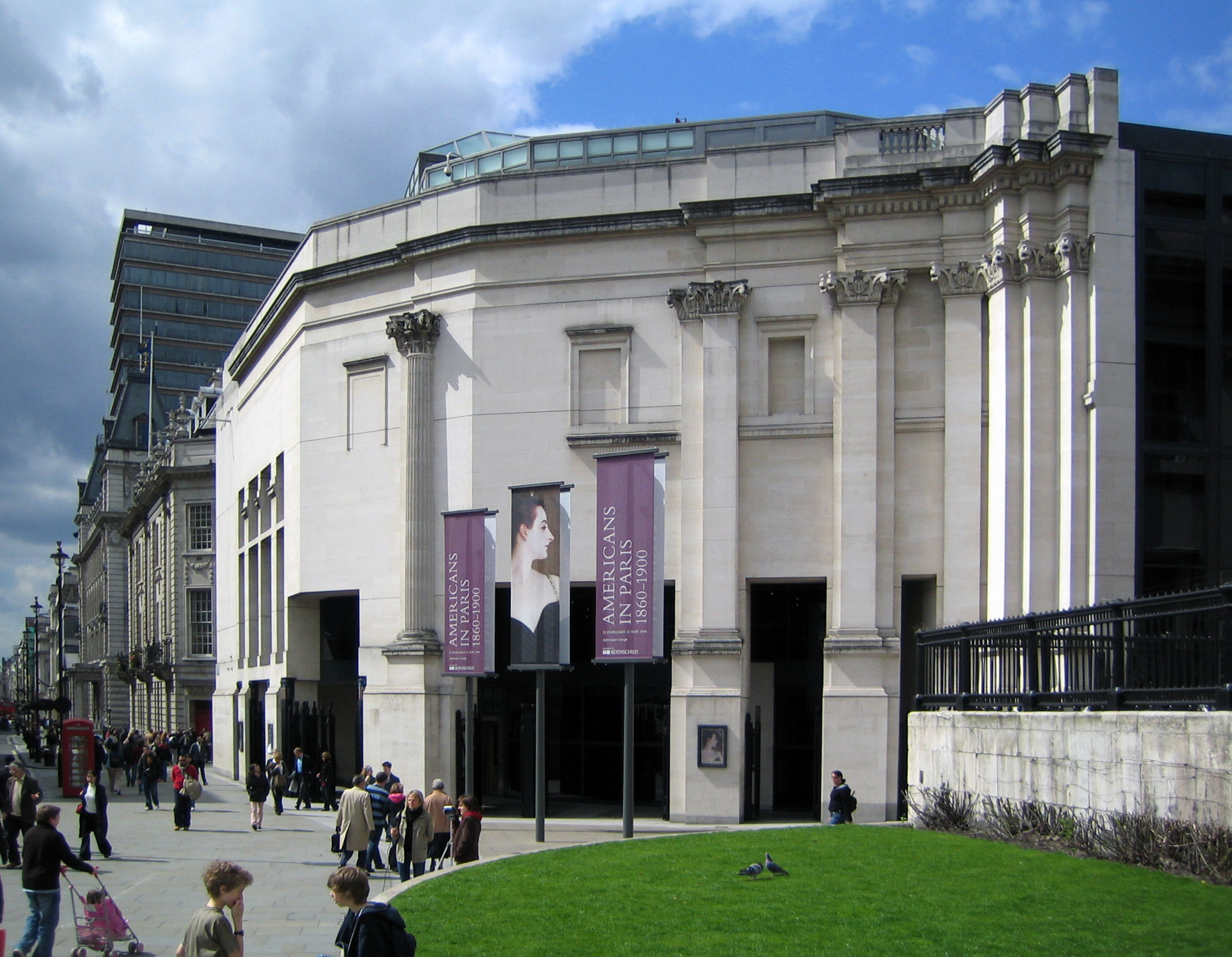
Національна Галерея, Лондон. Арх. Роберт Вентурі